# Китайская национальная корпорация по импорту и экспорту электроники
Китайская национальная корпорация по импорту и экспорту электроники (China National Electronics Import & Export Corporation, сокращённо CEIEC) — китайская государственная внешнеторговая компания, специализирующаяся на поставках военной электроники и другого военного оборудования, а также систем распознавания лиц. Дочерние структуры группы CEIEC занимаются строительством военных и гражданских объектов, а также инфраструктурных проектов.  

## История
В 2006—2008 годах из-за торговли с Ираном, Сирией и Северной Кореей компания подвергался санкциям со стороны властей США.
В ноябре 2020 года Министерство финансов США из-за торговли с Венесуэлой наложило дополнительные санкции на CEIEC.

## Деятельность
China National Electronics Import & Export Corporation экспортирует телекоммуникационное оборудование (в том числе системы прослушивания и слежения), системы управления и контроля войск, средства связи (в том числе армейские радиостанции), системы навигации и радиолокации (в том числе наземные, авиационные и морские радары), системы радиоэлектронной борьбы, криптографические системы, оборудование для обнаружения мин, электро-оптические и лазерные приборы, системы видеонаблюдения, контртеррористические системы, программное обеспечение, беспилотные летательные аппараты, энергетическое и транспортное оборудование, бытовые электроприборы, электронные и электротехнические комплектующие (в том числе печатные платы, микросхемы, электромоторы, резисторы и конденсаторы). 
Также CEIEC создавала комплексные системы общественной безопасности и системы реагирования на чрезвычайные ситуации для властей Венесуэлы, Эквадора, Боливии, Тринидад и Тобаго; строила телекоммуникационные, энергетические, коммунальные, транспортные и спортивные объекты в Китае, Анголе и на Шри-Ланке (Lotus Tower).

### Экспорт
Основными рынками сбыта CEIEC являются страны Южной Азии (Пакистан, Шри-Ланка), Передней Азии (Иран, Саудовская Аравия, ОАЭ), Центральной Азии (Казахстан, Узбекистан, Кыргызстан), Африки (Египет), Латинской Америки (Бразилия, Эквадор, Венесуэла, Аргентина) и Россия.

### Дочерние компании
- China International Electronics Service Company (Пекин) — поставки электроники и электротехники[25].
- China Electronics International Exhibition and Advertising (Пекин) — проведение выставок и презентаций.
- CEIEC Motor (Сиань) — производство электромоторов.